# Campaña de África del Sudoeste
La Campaña de África del Sudoeste fue la conquista y ocupación del África del Sudoeste Alemana, ahora llamada Namibia, por fuerzas de la Unión Sudafricana que actuaron en representación del Gobierno Imperial británico al principio de la Primera Guerra Mundial.
El estallido de las hostilidades en Europa en agosto de 1914 había sido esperado y el Gobierno de la Unión de Sudáfrica era consciente de la importancia de su frontera común con la colonia alemana. El primer ministro Louis Botha informó a Londres que Sudáfrica podía defenderse y que la Guarnición Imperial podía marcharse a Francia; cuando el gobierno británico preguntó a Botha si sus fuerzas invadirían África del Sudoeste alemana, la respuesta fue que ellos podían y querían hacerlo.
Las tropas sudafricanas fueron movilizadas a lo largo de la frontera entre los dos países bajo las órdenes del general Henry Lukin y del teniente coronel Manie Maritz a principios de septiembre de 1914. Poco después, otra fuerza ocupó el puerto de Lüderitz.

## La revuelta de los Bóer
Sin embargo, había considerable simpatía entre la población Bóer de Sudáfrica por la causa alemana; había pasado, después de todo, sólo doce años desde la Segunda Guerra Anglo-Bóer durante la cual Alemania los había apoyado. Maritz, quién era líder de fuerzas de comandos en la frontera del África del Sudoeste alemana, publicó una proclama
"la antigua República de Sudáfrica y el Estado Libre de Orange así como la Provincia del Cabo y Natal son proclamados libres del control británico e independientes y cada habitante blanco de las áreas mencionadas, de cualquier nacionalidad, son por este medio llamados a tomar las armas en sus manos y realizar el ideal mucho tiempo anhelado de una Sudáfrica Libre e Independiente."
Maritz y varios otros oficiales superiores rápidamente juntaron fuerzas en un total de aproximadamente 12.000 rebeldes en el Transvaal y el Estado Libre de Orange, listos para luchar por la causa que se hizo conocida como la Revuelta de los Bóer (también referida como la Rebelión Maritz).
El gobierno declaró la ley marcial el 14 de octubre de 1914 y las fuerzas leales al gobierno bajo las órdenes de los Generales Louis Botha y Jan Smuts pusieron a destruir la rebelión. Maritz fue derrotado el 24 de octubre y se refugió con los alemanes; la rebelión fue suprimida con eficacia antes de principios de febrero de 1915. Los líderes rebeldes bóer principales recibieron encarcelamiento de seis y siete años y pesadas multas; sin embargo, dos años más tarde fueron liberados de la prisión, cuando Botha reconoció el valor de la reconciliación.

## Combate entre las fuerzas anglo-germanas
En marzo de 1915, los sudafricanos estaban listos y una tropa de 67.000 soldados desplazándose en cuatro columnas comenzaron la ocupación completa del territorio alemán. Botha mismo comandó la fuerza que ocupó la Bahía Walvis y Swakopmund en el norte del territorio. Durante la campaña las fuerzas de ocupación encontraron minas terrestres y pozos envenenados, así como alguna fuerte resistencia. La capital Windoek fue ocupada el 12 de mayo al tiempo que los sudafricanos habían asumido el control de la mayor parte del país. Se hizo una tentativa para persuadir a los alemanes a rendirse en esta etapa pero fracasó y la campaña continuó arrinconando gradualmente a las fuerzas alemanas en el ángulo noroeste del territorio. Fueron derrotados en Otavi el 1 de julio y se rindieron en Khorab el 9 de julio de 1915.

## Combate entre las fuerzas germano-portuguesas
Debido al ataque de tropas alemanas al fuerte de Cuangar en el África Occidental Portuguesa en 1915, dejando este ataque la muerte de dos oficiales, un sargento, cinco soldados y un civil. El gobierno portugués le declaró la guerra al  Imperio Alemán mediante el envío de un mensaje por el ministro de asuntos exteriores de Portugal, esta declaración también se vio fomentada por la alianza anglo-portuguesa, establecida en 1373. El Schutztruppe realizó numerosos avances en el frente con el África Occidental Portuguesa, lo que hizo que Portugal realizase la movilización de un total de 12 400 hombres, de los cuales 400 eran oficiales y el resto soldados. Gracias a este despliegue y a que las tropas sudafricanas continuaban avanzando desde el este, los alemanes se vieron forzados a realizar su retirada de los territorios conquistados, pero causando numerosas revueltas en las etnias locales que hizo que el ejército colonial tuviese que sofocarlas mediante el uso de la fuerza.